# Cvjetača
Cvjetača ili karfiol (Brassica oleracea var. botrytis) prehrambena biljka porodice Brassicaceae (krstašice ili kupusovaće) koja se razvila kao jedna od brojnih podvrsti divljeg kupusa (Brassica oleracea L.).
Unutar povrste danas postoji više uzgojenih sorti:

## Opis
Dvogodišnja je zeljasta biljka iz porodice Cruciferae (Brassicaceae). Dolazi iz Mediterana, te se proširuje po cijelom svijetu. Korijen je slabo razvijen, s debelom i dugom drškom, lišća jajastog. Ima veliku hranjivu vrijednost: 2,5-3% bjelančevina i od 0,8-1% mineralnih tvari, 11-13% suhe tvari. Uzgaja se od ranog proljeća do kasne jeseni, presađivanjem. Idealne temperature za uzgoj su od 13 do 20ºC uz dosta vlage. Kod temperatura iznad 28ºC ostaju sitne glavice i dosta gube na vrijednosti. Za kvalitetni razvoj zahtijeva rahlo tlo bogato humusom s malo kiselosti reakcije   pH od 6,0-6,5 vrijednosti.

## Nutritivna vrijednost
Velike ima nutritivne vrijednosti.
Izvor vitamina C, A, E, K i vitamini B skupine.
Minerali u povrću su:
- kalij
- sumpor
- fosfor
- bakar
- mangan
- selen
- natrij
- cink
- magnezija

Osim minerala i vitamina, cvjetača obiluje i drugim važnim sastojcima - antioksidansima i fitokemikalijama.
Ima i drugih obilje sastojaka,  glukozinolati i tiocijanati, karotenoidi lutein i zeaksantin, ,masti, bjelančevine, ugljikohidrati te obilje vlakana.
Niskokalorična je namirnica - u 100g ima svega 25 kalorija.

## Ljekovita svojstva
1. Idealan je čuvar srca i krvožilnog sustava
2. Imunološki sustav jača
3. Veliki saveznik u borbi nastanka karcinoma
4. Preporučiva namjernica za rodilje i trudnice
5. Štiti vid očiju
6. Dijabetska je namjernica
7. Pomlađuje kožu i daje mladolik izgled

## Kupovina i čuvanje
Cvjetača je naj učinkovitija sviježa, njena svježina je prepoznatljiva po bijeloj glavici i listovima svijetlozelenim.  Veličina glavice nema veze s njenim svojstvima. Namjernica se čuva u frižiderima, omotana u najlon vrećicama, papirnatim vrećicama, te je poželjno konzumirati unutar 5 dana. Obavezno se mora oprati prije konzumiranja, da ne dolazi do bržeg procesa propadanja.
- prof.dr.sc. N. Parađiković i suradnici; Osnove proizvodnje povrća; Koprivnica, 2011.

- Brassica oleracea var. botrytis 'Amfora F1'
- Brassica oleracea var. botrytis 'Collage F1'
- Brassica oleracea var. botrytis 'Grafitti F1'
- Brassica oleracea var. botrytis 'Universal'
- Brassica oleracea var. botrytis 'Verde di Macerata'
- Brassica oleracea var. botrytis 'White Rock'

Sinonim su joj Brassica botrytis (L.) Mill.; Brassica cauliflora Garsault; i Brassica oleracea subsp. botrytis (L.) Metzg.